# Tempel van Augustus (Rome)
De Tempel van Augustus, Latijn:Templum divi Augusti, was een tempel in het oude Rome ter ere van keizer Augustus, die tot god was verklaard.

## Geschiedenis
De tempel werd na de dood van Augustus gebouwd door zijn opvolger Tiberius. Hij wijdde de tempel echter nooit in, deze plechtigheid werd uitgevoerd door Caligula. Caligula gebruikte de tempel ook voor een bijzonder ander doel. Hij bouwde een brug waarmee hij de Palatijn en de Capitolijn met elkaar verbond en liet die brug steunen op het dak van de Tempel van Augustus. De tempel brandde voor het jaar 79 af, maar werd herbouwd door Domitianus. In de 2e eeuw werd de tempel herbouwd door Antoninus Pius. De laatste vermelding van de tempel is afkomstig van een militair diploma uit 298. De verdere geschiedenis van de tempel is onbekend
In de tempel werden diverse kunstschatten bewaard, waaronder een schilderij van Hyacinthus, gemaakt door de Griekse kunstenaar Nicias van Athene. Bij de tempel hoorde ook een bibliotheek

## Tempel
Het uiterlijk van de tempel is enigszins bekend van afbeeldingen op antieke munten. Op munten uit de tijd van Caligula staat de tempel met hexastyl porticus, zes zuilen aan de voorzijde, afgebeeld. Op het dak van de tempel stond een quadriga, met beelden van Romulus en Aeneas. Na de herbouw door Antoninus Pius wordt de tempel afgebeeld als octostyl, met zuilen in de Korinthische orde. De quadriga en de beelden van Romulus en Aeneas waren ook toen nog aanwezig.
De tempel staat mogelijk ook afgebeeld op een fragment van de Forma Urbis Romae, de marmeren stadskaart uit het begin van de 3e eeuw. Hierop staat de tempel afgebeeld in het midden van een plein genaamd Graecostadium. Mogelijk werd hier in de keizertijd een slavenmarkt gehouden.

## Plaats
Hoewel bekend is dat de Tempel van Augustus op het Forum Romanum heeft gestaan zijn er nooit restanten van teruggevonden. Het grote bakstenen gebouw naast de Tempel van Castor en Pollux werd door sommigen voor de tempel aangezien, maar dit is een entreegebouw voor de paleizen op de Palatijn dat werd gebouwd door Domitianus. De tempel moet ten zuiden van de Basilica Julia hebben gestaan, een terrein waar nooit opgravingen zijn gehouden. Daar is het ook mogelijk dat de brug van Caligula heeft gestaan, die door Suetonius wordt vermeld.